# 法布里斯·迪韋爾
法布里斯·迪韋爾（Fabrice Divert，1967年2月9日—）是一名法國前職業足球員，司職前鋒。

## 球員生涯
迪韋爾出生於卡爾瓦多斯省的卡昂。在他的職業生涯中，他主要效力於卡昂馬萊伯和蒙彼利埃，並為這兩支球隊都射入很多球。1989年5月20日，在賽季最後一天，主隊波爾多比賽半場以2-0 領先，迪韋爾下半場上演帽子戲法，使卡昂免於降級。1990年3月28日，在他合約期結束時（16歲首次職業生涯首次上陣），他首次被法國召集對匈牙利的友誼賽，隨後入選1992年歐洲國家盃法國隊大軍，但他沒有出場機會。
在1994-95賽季，在蒙彼利埃，迪韋爾遭受嚴重的腳傷，此後他再也沒有康復。 在接下來的一個賽季被借用到甘岡後，他仍然為球會在聯賽揭幕戰入球，但只能在另外四場比賽中出場。他退休時僅29歲。
自2005 年起，迪韋爾擔任業餘球隊AS Verson的球員及主席。

## 外部鏈接
- Fabrice DIVERT於法國足球總會（法語）
- 法国足球协会上的 法布里斯·迪韋爾 （法文） 存档于webarchive.org.
- 法布里斯·迪韋爾在 National-Football-Teams.com 上的出场纪录